# 周坦
周坦（？—？），字孟寬，福建興化府莆田縣人，明朝政治人物。

## 生平
正統三年（1438年）戊午科福建鄉試第七名舉人。授鄞縣教諭。

## 著作
著有《鳴竽摘稾》、《續古千文》。